# Two Sleepy People
Two Sleepy People är en sång skriven den 10 september, 1938 av Hoagy Carmichael med text av Frank Loesser.
Låten har blivit framförd av Carmichael själv, men den har även framförts och spelats in av andra artister som Al Bowlly, Bing Crosby, Dean Martin, Art Garfunkel, Fats Waller och Carly Simon.
1939 blev låten framförd av Bob Hope och Shirley Ross i filmen Rhythm Romance.